# Sergei Igorevich Bukharov
Sergei Igorevich Bukharov (tiếng Nga: Сергей Игоревич Бухаров; sinh ngày 13 tháng 2 năm 1996) là một hậu vệ bóng đá người Nga thi đấu cho FC Pskov-747.

## Sự nghiệp câu lạc bộ
Anh có màn ra mắt tại Giải bóng đá chuyên nghiệp quốc gia Nga cho FC Pskov-747 vào ngày 30 tháng 4 năm 2015 trong trận đấu với F.K. Zenit-2 Sankt Peterburg.